# As-Sa’idijja
As-Sa’idijja (arab. السعيدية) – miejscowość w Syrii, w muhafazie Idlib. W 2004 roku liczyła 1050 mieszkańców.